# Getz/Gilberto
Getz/Gilberto – album muzyczny z 1964 roku nagrany przez amerykańskiego saksofonistę Stana Getza oraz brazylijskich muzyków João Gilberto i Antônio Carlosa Jobima. Wydany został przez amerykańską wytwórnię płytową Verve Records.
W 2003 album został sklasyfikowany na 454. miejscu listy 500 albumów wszech czasów magazynu Rolling Stone.
Wydanie tego albumu zapoczątkowało szeroką popularność bossa novy w Stanach Zjednoczonych, a potem na całym świecie. W nagraniu uczestniczyli Getz, który już wcześniej grał bossa novę na swojej płycie Jazz Samba, João Gilberto, który był jednym ze współtwórców tego stylu muzycznego i Jobim, znany brazylijski muzyk i kompozytor, który był autorem większości utworów nagranych na tym albumie.
Album Getz/Gilberto stał się jednym z najlepiej sprzedających się jazzowych albumów wszech czasów i przyczynił się do międzynarodowej popularności piosenkarki Astrud Gilberto (wtedy żony João Gilberto), która wykonywała na płycie piosenki „The Girl from Ipanema” i „Corcovado”.
W 1964 roku płyta zdobyła Nagrodę Grammy w kategoriach: Best Album of the Year, Best Jazz Instrumental Album - Individual or Group i Best Engineered Album, Non-Classical. Także piosenka "The Girl from Ipanema" zdobyła  nagrodę w kategorii Best Record of the Year (Piosenka Roku).

## Lista utworów
| 1.  | „The Girl from Ipanema” (Antônio Carlos Jobim, Vinicius de Moraes, Norman Gimbel) | 5:24  |
|     |                                                                                   |       |
| 2.  | „Doralice” (Dorival Caymmi, Antonio Almeida)                                      | 2:46  |
|     |                                                                                   |       |
| 3.  | „Para Machucar Meu Coração” (Ary Barroso)                                         | 5:05  |
|     |                                                                                   |       |
| 4.  | „Desafinado” (Jobim, Newton Mendonça)                                             | 4:15  |
|     |                                                                                   |       |
| 5.  | „Corcovado (Quiet Nights of Quiet Stars)” (Jobim, Gene Lees)                      | 4:16  |
|     |                                                                                   |       |
| 6.  | „Só Danço Samba” (Jobim, de Moraes)                                               | 3:45  |
|     |                                                                                   |       |
| 7.  | „O Grande Amor” (Jobim, de Moraes)                                                | 5:27  |
|     |                                                                                   |       |
| 8.  | „Vivo Sonhando” (Jobim)                                                           | 3:04  |
|     |                                                                                   |       |
| 9.  | „The Girl from Ipanema”                                                           | 2:54  |
|     |                                                                                   |       |
| 10. | „Corcovado”                                                                       | 2:20  |
|     |                                                                                   |       |
|     |                                                                                   | 39:16 |
|     |                                                                                   |       |
Utwory #9 i #10, wydane na singlach, nie pojawiły się na oryginalnym LP. W 1997 roku znalazły się na reedycji CD jako nagrania bonusowe.

## Twórcy
- Stan Getz – saksofon tenorowy
- João Gilberto – gitara, śpiew
- Antônio Carlos Jobim – fortepian
- Sebastião Neto – bass
- Milton Banana – perkusja
- Astrud Gilberto – śpiew